# Eriborus stipitatus
Eriborus stipitatus là một loài tò vò trong họ Ichneumonidae.